# Tadeusz Langie
Tadeusz Langie (ur. 1841, zm. 24 lipca 1919)– poseł do Sejmu Krajowego Galicji V i VI kadencji (1882–1895), uczestnik powstania styczniowego, właściciel dóbr.
Absolwent szkoły rolniczej w Jenie. Wielbiciel koncepcji ideowych Józefa Ignacego Kraszewskiego. Syn Karola Langiego, sekretarza Rady Narodowej w Krakowie w 1848 roku, posła z miasta Krakowa do Parlamentu wiedeńskiego, publicysty i działacza samorządowego. Członek i działacz Galicyjskiego Towarzystwa Gospodarskiego, członek jego Komitetu (12 czerwca 1885 - 18 czerwca 1903). Długoletni marszałek Rady powiatowej w Ropczycach, kurator Akademii rolniczej w Dublinach, dyrektor iundacyi hr. Skarbka we Lwowie, właściciel Ostrowa. Od 1893 roku mianowany prezesem komisji egzaminacyjnej dla kandydatów stanu nauczycielskiego z gospodarstwa rolnego. Wybrany do Sejmu Krajowego z I kurii obwodu Tarnów, z okręgu wyborczego Tarnów.